# Dreaming of You (bài hát của Selena)
"Dreaming of You" là một bài hát của nghệ sĩ thu âm người Mỹ Selena nằm trong album phòng thu thứ năm của cô cùng tên (1995). Nó được phát hành như là đĩa đơn thứ ba trích từ album vào ngày 14 tháng 8 năm 1995 bởi EMI Latin. Bài hát được đồng viết lời bởi Franne Golde và Tom Snow, trong khi phần sản xuất được đảm nhiệm bởi Guy Roche. Ban đầu, "Dreaming of You" được sáng tác vào năm 1989 cho nhóm nhạc người Mỹ The Jets nhưng đã bị từ chối, trước khi Golde giao nó cho Selena xem xét khi cô đang trong quá trình thực hiện cho album phòng thu tiếng Anh đầu tay lúc bấy giờ. Mặc dù không nhận được sự ủng hộ từ anh trai cũng như là nhà sản xuất quen thuộc trong sự nghiệp của nữ ca sĩ, A.B. Quintanilla, cô vẫn quyết định thu âm bài hát sau khi ấn tượng với nội dung và thông điệp lãng mạn của nó, vài tuần trước khi bị ám sát.
"Dreaming of You" là một bản pop và R&B ballad mang nội dung đề cập đến cảm giác khao khát và hy vọng của một cô gái về việc liệu chàng trai cô yêu có hồi đáp lại tình cảm của mình khi đang mơ về anh vào ban đêm. Sau khi phát hành, bài hát nhận được những phản ứng tích cực từ các nhà phê bình âm nhạc, trong đó họ đánh giá cao giai điệu ballad mượt mà và nội dung lời bài hát lãng mạn, đồng thời so sánh với một số tác phẩm của Madonna và Paula Abdul. Ngoài ra, nó còn được một số ấn phẩm và tổ chức âm nhạc liệt kê như là một trong những bản nhạc xuất sắc nhất từng được Selena thu âm trong sự nghiệp âm nhạc của cô. "Dreaming of You" cũng tiếp nhận những thành công nhất định về mặt thương mại, đạt vị trí thứ 22 trên bảng xếp hạng Billboard Hot 100, trở thành đĩa đơn đạt thứ hạng cao nhất của nữ ca sĩ tại đây, cũng như vị trí thứ 30 ở Canada.
Video ca nhạc cho "Dreaming of You" được đạo diễn bởi Doug Kluthe, trong đó tập trung khai thác câu chuyện về một cô gái rời khỏi ngôi nhà và gia đình của cô để ở bên người yêu. Kể từ khi phát hành, nó đã trở thành một trong những bản thu phổ biến và dễ nhận biết nhất của Selena, cũng như được hát lại và sử dụng làm nhạc mẫu bởi nhiều nghệ sĩ khác nhau, bao gồm JoJo, Bruno Mars, Camila Cabello và Carlito Olivero. Ngoài ra, bài hát còn xuất hiện trong bộ phim tiểu sử năm 1997 về cuộc đời và sự nghiệp của nữ ca sĩ mang chính tên cô. "Dreaming of You" cũng xuất hiện trong nhiều album tuyển tập của Selena, như All My Hits Vol. 1 (1999), Ones (2002), Greatest Hits (2003), Momentos Intimos (2004), Unforgettable: The Studio Album (2005), Through the Years/A Traves de los Años (2007), La Leyenda (2010) và Lo Mejor de...Selena (2015).

## Danh sách bài hát
- Đĩa CD tại Anh quốc và Hoa Kỳ[2]

1. "Dreaming of You" (radio chỉnh sửa) – 4:15
2. "Dreaming of You" (bản album) – 5:15

- Đĩa CD tại Mexico[3]

1. "Dreaming of You" (radio chỉnh sửa) – 4:41
2. "Dreaming of You" (bản album) – 5:15
3. "Techno Cumbia" (radio chỉnh sửa)" – 4:42
4. "Techno Cumbia" (Brazilian Nut phối lại) – 5:58

- Đĩa CD tại Tây Ban Nha[4]

1. "Dreaming of You" (radio chỉnh sửa) – 4:41
2. "Dreaming of You" (bản album) – 5:15
3. "Amor Prohibido" – 2:50

## Thành phần thực hiện
Thành phần thực hiện được trích từ ghi chú của Dreaming of You, EMI Latin.
| - Franne Golde — viết lời, giọng nền - Tom Snow — viết lời - Selena — giọng chính, giọng nền - Delphine — giọng nền - Abraham Quintanilla, Jr. — điều phối thu âm | - Guy Roche — lập trình trống, đàn phím, đàn synthesizer, sản xuất - Marc Antonie — guitar - Jimmy Haslip — guitar bass - Art Meza — bộ gõ - Mick Guzauski — phối khí - Moana Suchard — kỹ sư hỗ trợ |

## Xếp hạng
| Bảng xếp hạng (1995-96)               | Vị trí cao nhất |
| ------------------------------------- | --------------- |
| Canada (RPM)                          | 30              |
| Canada Adult Contemporary (RPM)       | 7               |
| Hoa Kỳ Billboard Hot 100              | 22              |
| Hoa Kỳ Adult Contemporary (Billboard) | 9               |
| Hoa Kỳ Adult Pop Airplay (Billboard)  | 33              |
| Hoa Kỳ Hot Latin Songs (Billboard)    | 11              |
| Hoa Kỳ Latin Pop Songs (Billboard)    | 9               |
| Hoa Kỳ Pop Airplay (Billboard)        | 32              |
| Hoa Kỳ Rhythmic (Billboard)           | 10              |

| Bảng xếp hạng (1996)            | Vị trí |
| ------------------------------- | ------ |
| Canada Adult Contemporary (RPM) | 66     |

## Chứng nhận
| Quốc gia | Chứng nhận | Số đơn vị/doanh số chứng nhận |
| --- | ---------- | ----------------------------- |
| Hoa Kỳ (RIAA) | Vàng       | 500.000‡                      |
| * Chứng nhận dựa theo doanh số tiêu thụ. ^ Chứng nhận dựa theo doanh số nhập hàng. ‡ Chứng nhận dựa theo doanh số tiêu thụ và phát trực tuyến. |            |                               |